# A75 (Groot-Brittannië)
De A75 is een 153,5 km lange hoofdverkeersweg in Schotland.
De weg verbindt Gretna met Stranraer.

## Hoofbestemmingen
- Annan
- Dumfries
- Castle Douglas
- Glencure
- Stranraer